# サンタフェナチュラルタバコ

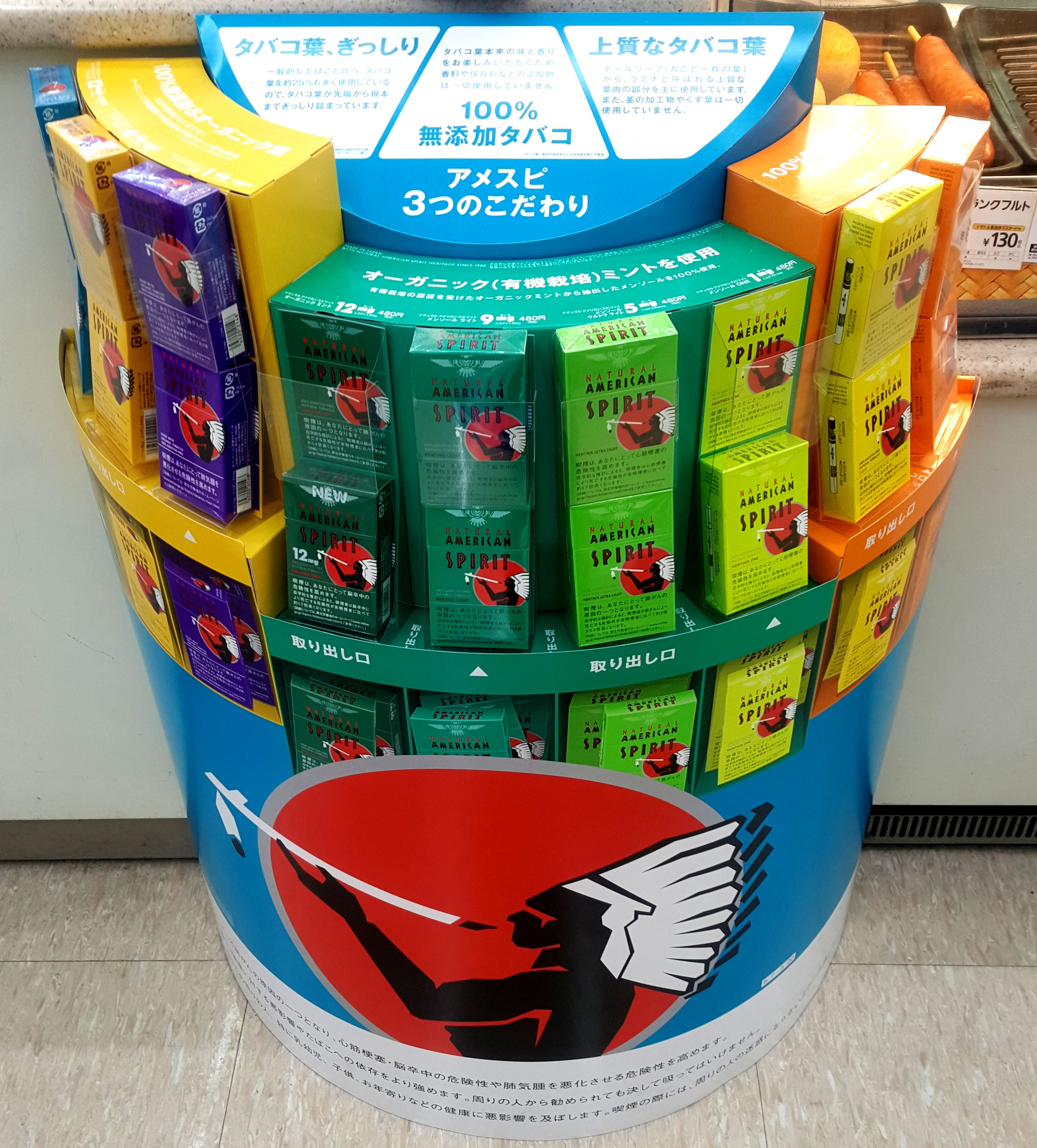
同社のアメリカンスピリットの販促広告（2018年）

サンタフェナチュラルタバコ（Santa Fe Natural Tobacco Company）は、アメリカ合衆国ノースカロライナ州オックスフォードに拠点を置くタバコメーカーである。1982年に設立された。無添加タバコ「アメリカンスピリット」の生産で最もよく知られている。R.J.レイノルズ・タバコ・カンパニーが所有しており、2002年に同社を買収し、レイノルズ・アメリカンの一部門としてその会社を運営している。